# Zełenci
Zełenci (ukr. Зеленці) – wieś na Ukrainie, w obwodzie chmielnickim, w rejonie chmielnickim, w hromadzie Starokonstantynów. W 2001 roku liczyła 363 mieszkańców.

## Geografia
Leżą na południe od Zasławia, Szepetówki i Hrycowa i na wschód od drogi krajowej N25 (dawna R05).

## Historia
W XIX wieku miejscowość leżała w gminie Hryców w ujeździe zasławskim, w guberni wołyńskiej. 